# Dejok
Dejok ali Dia-oku (akadsko Daiukku, elamsko Dajauka grško starogrško Δηιόκης, Deiókis) je bil ustanovitelj in prvi šah (kralj) in svečenik Medijskega kraljestva, * ni znano, † 675 pr. n. št.
Njegovo ime ima v različnih virih različne oblike. Herodot ga imenuje Dēiokēs. Ime Dejok izhaja iz iranske besede dahju-ka-, ki pomeni dežela (nad zemljo, na zemlji in pod njo).
Natančen datum njegovega vladanja ni jasen. Vladal je verjetno v večjem delu prve polovice 7. stoletja pr. n. št. Po Herodotu je vladal 53 let.
Herodot piše, da je bil prvi medijski kralj, ki se je osamosvojil od Asircev in razmišljal o oblikovanja enotne medijske vlade. V anarhičnem obdobju je poskušal v svoji vasi uveljaviti pravičnost in si kot nevtralen sodnik prislužiti verodostojnost in slavo. Njegova dejavnost se je razširila na sosednje vasi, dokler ni končno razglasil, da je takšna vloga zanj mučna in ni pripravljen nadaljevati s takšnim delom. Po tej njegovi odločitvi  so se tatvine in kaos povečali. Medijci so se nato zbrali in ga izbrali za svojega kralja.
Po kronanju je najprej ustanovil svojo stražo in prestolnico kraljestva. Slednja se je v stari perzijščini imenovala Hagmatāna, v grščini pa Ekbatana. Zelo verjetno gre za sedanji Hamadan. Beseda ekbatana pomeni zbirališče ali mesto za vse in kaže, da so se tam zbirali dotlej nesložni medijski klani. V poznem 8. stoletju pr. n. št. je bil na hribu nad mestom zgrajen utrjen grad, v katerem so se opravljali vsi vojaški, vladni in zakladni posli.
Leta 715 pr. n. št. je asirski kralj Sargon II. izvedel, da se je Dejok povezal z urartskim kraljem Ruso I.  Začel ga je opazovati in med vojno z Manejci vdrl v Medijo, da bi končal njegovo "anarhijo", kot je sam pravil. Dejoka je nazadnje ujel in ga skupaj z družino družino izgnal v Hamo v sedanji Siriji.
Nekateri iranologi domnevajo, da je Dejok istoveten s Hušangom v epu Šahname (Knjiga kraljev). Domneva temelji na lastnostih, ki mu jih je pripisoval Herodot. Razen tega se domneva, da se naslov "paradat" ali "pišdadian", ki pomeni "prvi zakonodajalec", nanaša prav nanj. Iransko versko izročilo šteje Hušanga za ustanovitelja prvega iranskega kraljestva. Nasledil ga je sin Fraort in vladal 22 let. 

## Vladanje
Obdobje Dejokovega vladanja je predmet polemik. Herodot pravi, da je vladal 53 let. Njegov podatek  je bil osnova za nekatere domneve o obdobju njegovega vladanja, zdi pa se, da je  temeljij na ustni pripovedi. Na podlagi Herodotovega poročila so raziskovalci ugotovili samo to, da je bil ustanovitelj Medijskega kraljestva in prvi medijski kralj, ki se je osamosvojil od Asircev. Herodotovo poročilo  je mešanica grških in orientalskih legend in ni zgodovinsko zanesljivo. Na njegovi osnovi se kljub temu domneva, da je bil Dejok Fraortov oče in da je vladal  večji del prve polovice 7. stoletja pred našim štetjem. Igor Diakonoff o vsem tem pravi: "Obdobje Dejokovega vladanja je v Herodotovih spisih opisano tako drugače od opisov tistega časa (745 -675 pr. n. š.) v asirskih virih, da nekateri zgodovinarji Herodotove trditve zavračajo."
Encyclopædia Iranica omenja, da je Dejok ustanovil Medijsko kraljestvo leta 708 pr. n. št. Njegovo središče je bila Ekbatana.
Asirski viri za leto 674 pr. n. št. omenjajo dejavnosti osebe z imenom Kaštrita, za katerega so nekateri raziskovalci prepričani, da je bil Fraort. Leto 674 pr. n. št. bi torej lahko pomenilo konec Dejokove vladavine. Če je resnično vladal 53 let, je začel vladati okoli leta 728 pr. n. št.
V naslednji preglednici so prikazana obdobja Dejokovega vladanja v različnih zgodovinskih virih:
| Zgodovinar | Herodot            | George Cameron     | Edvin Grantovsky   | igor Diakonoff     |
| Obdobje    | 700-647 pr. n. št. | 728-675 pr. n. št. | 672-640 pr. n. št. | 700-678 pr. n. št. |

## Ustanovitev Medijskega kraljestva
V starem veku so Medijo omejevali reka Aras in gorovje Elburs na severu, Dasht-e Kavĩr na vzhodu in gore Zagros na zahodu in jugu. Iz asirskih besedil je razvidno, da se razpršena medijska plemena in klani od 9. do 7. stoletja pr. n. št. niso uspela zbližati in organizirati okoli enega samega voditelja, ki bi ga lahko imenovali za kralja. Asirci so med več vdori v Medijo vedno naleteli na veliko "lokalnih šahov" in nobenega kralja, ki bi vladal vsem deželam. Po smrti Sargona II. leta 705 pr. n. št. so Asirci svojo pozornost preusmerili stran od Irana. Medija je dobila priložnost, spodbujeno z večnim strahom pred asirsko invazijo, da je vzpostavila povezave med medijskimi knezi in monarhi. Voditelji gibanja so bili Dejokovi privrženci.
Iz Herodotovih spisov je razvidno, da je bil Dejok, sin Fraorta,  tisti, ki je razmišljal o oblikovanja enotne medijske vlade. Medijci so živeli v ločenih avtonomnih vaseh ali majhnih mestih. V tem obdobju anarhije je Dejok poskušal v svoji vasi uveljaviti pravičnost in pridobil ugled nevtralnega sodnika. Njegovo delovanje se je začelo širiti na sosednje vasi, dokler ni bilo prošenj preveč. Delo je postalo mučno in težko in fa zato ni bil pripravljen nadaljevati.  Število tatvin in kaos sta se zatem povečala, zato so se Medijci zbrali in ga izbrali za kralja,  da bi rešil nesoglasja.  Asirski viri prvič omenjajo neodvisno Medijsko kraljestvo leta 673 pr. n. št.
Dejok se je sprva verjetno zgledoval po Asircih. Herodot navaja, da je živel v svoji palači in bil z zunanjim svetom povezan s  prejemanjem in pošiljanjem sporočil. Neposredni stiki z njim niso bili mogoči. Omejitev stikov preko poslancev naj bi med podložniki vzbudila občutek strahu in spoštovanja. Razen tega je bilo v kraljevi navzočnosti prepovedano smejanje in prerivanje. Kralj je ustanovil skupine zaupnikov, imenovane "kraljeve oči in ušesa", ki so vohunile zanj. Takšna organizacija in skupine so obstajale do ahemenidskega obdobja.
Diakonoff je prepričan, da Dejok ni mogel biti kralj celotne Medije, ker je bila prevelika, in je bil le eden izmed majhnih in številnih medijskih gospodov. V zgodovino se je zapisal zaradi slave njegovih naslednikov. Na začetku je naredil modro potezo in svojo šibko, majhno in novo vlado podredil takrat močnim Manejcem,  pozneje pa se je popolnoma osamosvojil in sklenil zavezništvo z Urartujem. Asirski viri v letopisu za leto 715 pr. n. št. omenjajo Dejoka, "vladarja iz Maneje".

## Dejok v iranskih zgodovinskih pripovedih
Nekateri iranologi domnevajo, da je Dejok istoveten s Hušangom v epu Šahname (Knjiga kraljev). Domneva temelji na lastnostih, ki mu jih je pripisoval Herodot. Razen tega se domneva, da se naslov "paradat" ali "pišdadian", ki pomeni "prvi zakonodajalec", nanaša prav nanj. Iransko versko izročilo šteje Hušanga za ustanovitelja prvega iranskega kraljestva.
Med Herodotovimi zapisi o Dejoku in zapisi o Hušangu v Avesti ter zapisih v srednjeperzijskem,  arabskem in novoperzijskem jeziku  je nekaj skupnih značilnosti. Najpomembnejše so strnjenev naslednjih treh točkah:
- Po Herodotu je bil Dejok v tistem času vodja vasi; ime ali naziv "Dejok", ki pomeni "kmet", je dobil verjetno ravno zato. Hušang je v arabskih in perzijskih besedilih omenjen kot inovator v kmetijstvu in je verjetno zato dobil naziv kmet.
- Dejok in Hušang sta bila prva zakonodajalca in prva kralja. Hušang je dobil vzdevek "paradat" ali "pišadat", arabsko "bišadad" ali "fišadad", ki je morda imitacija imena in naslova asirskega kralja Sargona Akadskega, ki  pomeni "zakoniti kralj".
- Dejok in Hušang sta razvila stanovanjeki in mestni življenjski slog.

## Nasledstvo
Dejoka je nasledil sin Fraort in vladal 22 let. Nekateri raziskovalci domnevajo, da je vladal 53 let  (678-625 pr. n. št.). Osvojil je  Perzijo in se vojskoval z drugimi ljudstvi z Iranske planote. Napadel je tudi Asirijo in bil v enem od napadov poražen in ubit.